# Val Federia
La Val Federia, interamente compresa nel comune di Livigno, è una valle laterale della più importante Val di Livigno; rispetto ad essa, è posta ad ovest nella porzione centrale, alle spalle dell'abitato dalla quale è divisa dal monte Blesaccia. A nord-est è collegata con Livigno nel punto più settentrionale dell'abitato, mentre a Sud-Ovest ha origine dal Passo Federia in prossimità del quale sorge l'omonimo torrente, che l'attraversa per tutta la sua lunghezza. Essendo tributaria del bacino idrografico del Danubio, questa valle non appartiene alla regione fisica italiana.

## Orografia
Partendo da Nord-est e proseguendo in senso orario, le maggiori cime sono:
- Vetta Blesaccia (2.274 m)
- Pizzo Cantone (2.904 m)
- Monte Campaccio (3.007 m)
- Passo Federia (2.908 m)
- Munt Cotschen (3.103 m)
- Pizzo del Leverone (3.058 m)
- Pizzo Cassana (3.070 m)